# Rana coreana
Espèce
Synonymes
- Rana temporaria coreana Okada, 1928
- Rana kunyuensis Lu & Li, 2002

Statut de conservation UICN

 LC  : Préoccupation mineure
Rana coreana est une espèce d'amphibiens de la famille des Ranidae.

## Répartition
Cette espèce se rencontre jusqu'à 700 m d'altitude en Corée du Sud et en Chine au Shandong sur le mont Kunyu.
Sa présence est incertaine en Corée du Nord.

## Description

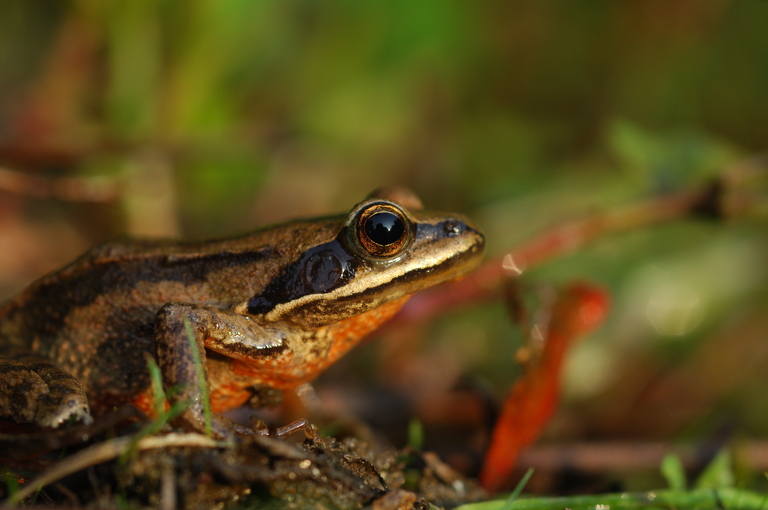

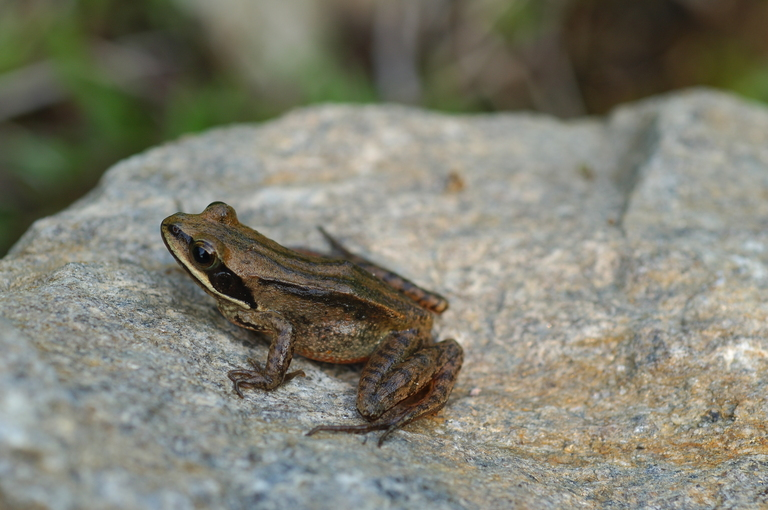

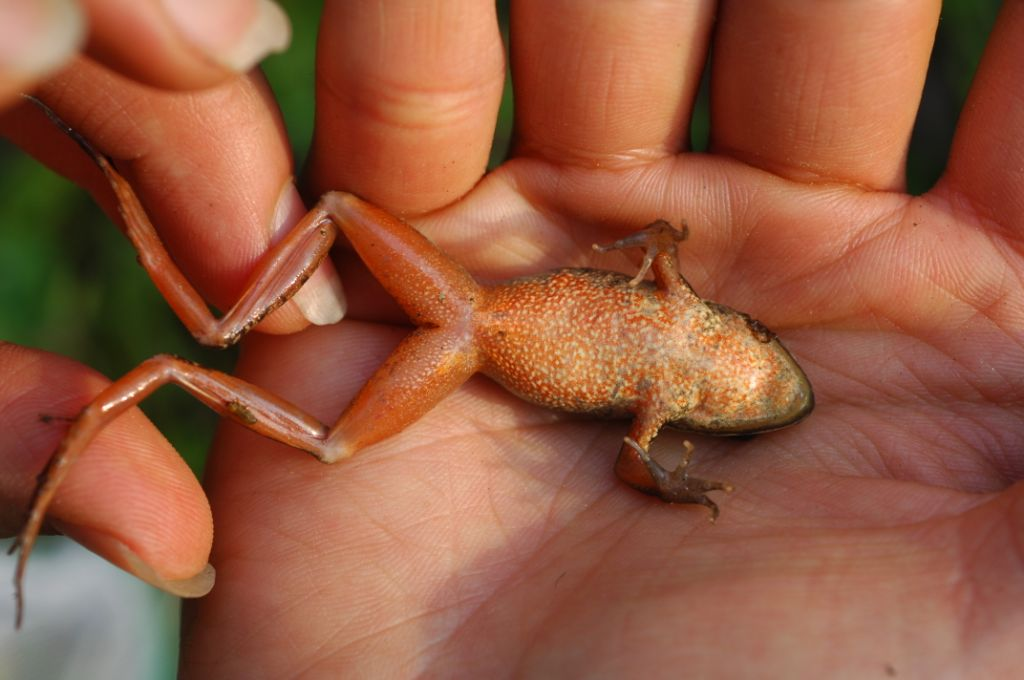

Les mâles mesurent jusqu'à 38 mm et les femelles jusqu'à 44 mm.

## Taxinomie
L'espèce Rana kunyuensis a été placée en synonymie avec Rana coreana par Zhou et al. en 2015

## Étymologie
Cette espèce est nommée en référence au lieu de sa découverte, la Corée.

## Publication originale
- Okada, 1928 : Frogs in Korea. Chosen Natural History Society Journal, vol. 6, p. 15-46.